# Skulderblad
Skulderblad, skapula, axelblad, (latin: scapula, grekiska: omo) är i människans skelett ett tunt, platt, parigt och oregelbundet triangulärt ben på baksidan av bröstkorgen (thorax). 
Skulderbladet ledar mot överarmsbenet (humerus) i axelleden (articulatio humeri) och bildar tillsammans med nyckelbenet (clavicula) skuldergördeln (cingulum extremitatis superioris). 
De totalt sjutton muskler (se skulderbladets muskler) som fäster i ett skulderblads två ytor (facies dorsalis och costalis), tre kanter (margo lateralis, medialis och superior) och tre vinklar (angulus lateralis, superior och inferior) gör axelleden till människokroppens rörligaste led.

## Framsida

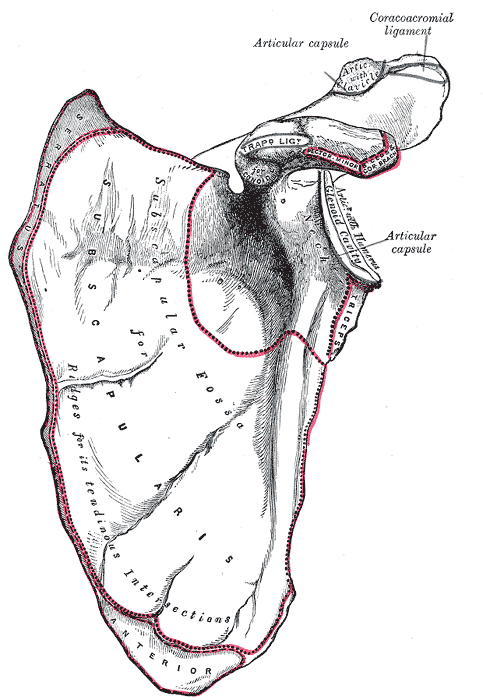
Vänster skulderblad sett framifrån (ventralt).

Skulderbladets framsida är den sida som vetter framåt i kroppen och alltså mot bröstkorgens ryggsida.
Synonymerfacies costalis scapulae, "skulderbladets sida som är vänd mot revbenen"
 facies anterior scapulae, "skulderbladets framsida".
Framsidan vetter mot delar av revbenen (costae) II–VII och domineras av den konkava ytan fossa subscapularis där m. subscapularis ("muskeln under skulderbladet") har sitt ursprung. Denna muskel ingår i rotatorkuffen och sträcker sig under korpnäbbsutskottet (processus coracoideus) till sitt fäste på överarmsbenet (humerus).
M. serratus anterior ("den sågtandade muskeln") har sitt ursprung på revben 1-9 (därav det sågtandade utseendet) och sitt fäste längs med den mediala kanten (margo medialis scapulae). Serratus anterior drar skulderbladet mot bröstkorgen och stabiliserar det. Är en viktig och avgörande muskel för skulderstabiliteten och verkar när man roterar, lyfter eller pressar armen framåt som vid t.ex. en armhävning.   
M. triceps brachii långa huvud har sitt ursprung precis under ledskålen cavitas glenoidalis och verkar vid sträckning bakåt (extension) av överarmsbenet.

## Baksida

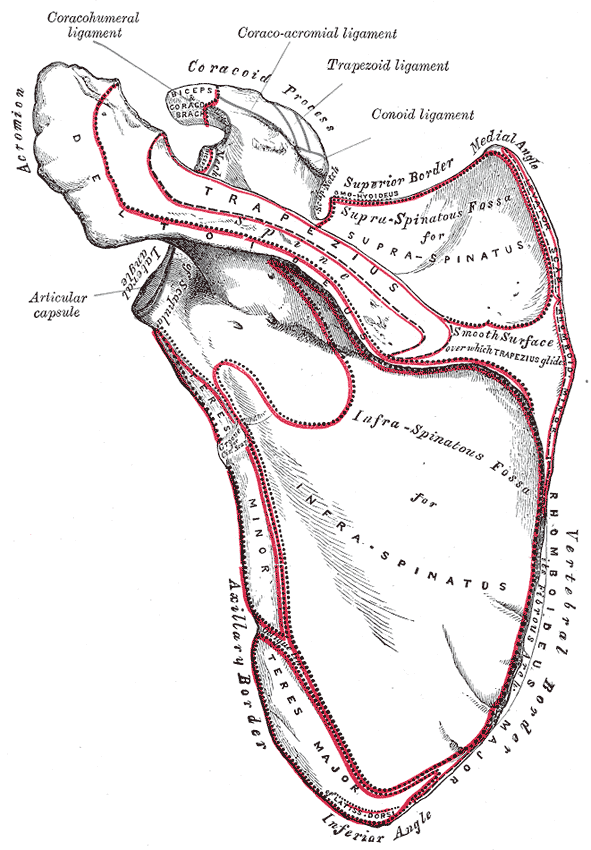
Vänster skulderblad sett bakifrån (dorsalt).

Skulderbladets baksida är den sida som är vänd bort från bröstkorgen.
Synonymerfacies posterior scapulae, "skulderbladets baksida", 
 facies dorsalis scapulae, "skulderbladets ryggsida".
Över baksidan löper skulderkammen (spina scapulae) som vid skulderbladets bredaste parti uppdelar sidan i två fördjupningar (fossor): Fossa supraspinata ("övre fördjupningen") som utgör ursprung för m. supraspinatus och fossa infraspinata ("nedre fördjupningen") som är ursprung för m. infraspinatus. Båda dessa muskler löper lateralt över respektive under skulderkammen till sina fästen på överarmsbenet.

## Axelleden
Huvudartikel: Axelleden

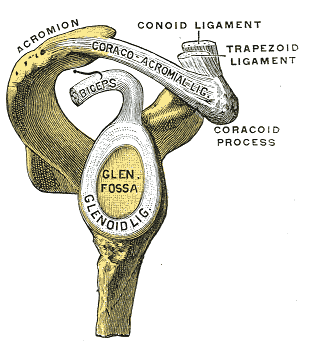
Laterala vinkeln med axelledens ligament.

Skulderbladets laterala vinkel (angulus lateralis scapulae) är benets tjockaste och kallas ofta "skulderbladets huvud". En päronformad fördjupning, ledskålen cavitas glenoidalis, ledar mot överarmsbenets huvud (caput humeri). Över och under ledskålen finns två tuberkler (tuberculum infraglenoidale och tuberculum supraglenoidale); m. biceps brachii fäster i den övre.
Två distala utskott (spina) stabiliserar axelleden: Akromion (acromion), som avslutar skulderkammen, och korpnäbbsutskottet (processus coracoideus). Axelleden omges av bursor (slemsäckar) som minskar friktionen: b. subacromialis, b. subcoracoideus, b. musculus subscapularis och b. subdeltoidea.